# Japanese slipper
Il Japanese slipper è un cocktail creato nel 1984 da Jean-Paul Bourguignon a Melbourne. Questo cocktail dal colore verdastro, dovuto alla presenza di Midori e limone, viene bevuto solitamente come digestivo.

## Ingredienti
- 3 cl liquore al melone
- 3 cl cointreau o triple sec
- 3 cl succo di limone
- fettina di limone e ciliegina per decorare

## Preparazione
Gli ingredienti vengono versati e agitati nello shaker. Viene servito in una coppetta da cocktail precedentemente raffreddata. 